# 眉山駅 (慶尚北道)
眉山駅（ミサンえき）は、大韓民国慶尚北道醴泉郡にかつて存在した韓国鉄道公社の駅である。

## 歴史
- 1966年12月29日 - 開業。
- 2001年7月1日 - 廃止。

## 隣の駅
韓国鉄道公社
慶北線
高坪駅 - 眉山駅 - 普門駅